# واينفيلد
واينفيلد (لويزيانا) (بالإنجليزية: Winnfield, Louisiana)‏ هي مدينة تقع في الولايات المتحدة في لويزيانا. يقدر عدد سكانها بـ 5,749 نسمة .

## التركيبة السكانية
حدّد مكتب تعداد الولايات المتحدة بيانات التركيبة السكانية لواينفيلد في تعداد الولايات المتحدة. في ما يلي، التركيبة السكانية حسب تعدادي 2000 و2010.

### تعداد عام 2000
بلغ عدد سكان واينفيلد 5,749 نسمة بحسب تعداد عام 2000، وبلغ عدد الأسر 2,172 أسرة وعدد العائلات 1,446 عائلة مقيمة في المدينة. في حين سجلت الكثافة السكانية 609.7 نسمة لكل كيلومتر مربع (1,579.1/ميل2). وبلغ عدد الوحدات السكنية 2,554 وحدة بمتوسط كثافة قدره 270.8 لكل كيلومتر مربع (701.4/ميل2).
وتوزع التركيب العرقي للمدينة بنسبة 48.29% من البيض و49.83% من الأمريكيين الأفارقة و0.38% من الأمريكيين الأصليين و0.16% من الأمريكيين ذوي الأصول الآسيوية و0.16% من الأعراق الأخرى و1.18% من عرقين مختلطين أو أكثر و1.15% من الهسبانيون أو اللاتينيون من أي عرق.
بلغ عدد الأسر 2,172 أسرة كانت نسبة 40.1% منها لديها أطفال تحت سن الثامنة عشر تعيش معهم، وبلغت نسبة الأزواج القاطنين مع بعضهم البعض 36.9% من أصل المجموع الكلي للأسر، ونسبة 24.4% من الأسر كان لديها معيلات من الإناث دون وجود شريك،  بينما كانت نسبة 5.2% من الأسر لديها معيلون من الذكور دون وجود شريكة وكانت نسبة 33.4% من غير العائلات. تألفت نسبة 30.2% من أصل جميع الأسر من عدة أفراد يعيشون في نفس المنزل ونسبة 14.5% كانت تتألف من شخص يعيش بمفرده يبلغ من العمر 65 عاماً أو أكثر. وبلغ متوسط حجم الأسرة المعيشية 2.54، أما متوسط حجم العائلات فبلغ 3.15.
بلغ العمر الوسطي للسكان 34.4 عاماً. وكانت نسبة 29.6% من القاطنين تحت سن الثامنة عشر، وكانت نسبة 9.3% بين الثامنة عشر والرابعة والعشرين عاماً، ونسبة 23.9% كانت واقعةً في الفئة العمرية ما بين الخامسة والعشرين والرابعة والأربعين عاماً، ونسبة 19% كانت ما بين الخامسة والأربعين والرابعة والستين، ونسبة 14.1% كانت ضمن فئة الخامسة والستين عاماً فما فوق. يوجد لكل 100 أنثى 85.2 ذكر، ويوجد لكل 100 أنثى في الثامنة عشر من عمرها فما فوق 77.8 ذكر.
بلغ متوسط دخل الأسرة في المدينة 19,342 دولارًا، أما متوسط دخل العائلة فبلغ 25,201 دولارًا. وكان متوسط دخل الذكور 27,123 دولارًا مقابل 14,267 دولارًا للإناث. وسجل دخل الفرد الخاص بالمدينة 10,180 دولارًا. وكانت نسبة 25.2% من العائلات ونسبة 31.7% من السكان تحت خط الفقر، وكان من هؤلاء نسبة 43.5% تحت سن الثامنة عشر ونسبة 28.9% في الخامسة والستين من العمر وما فوق.

### تعداد عام 2010
بلغ عدد سكان واينفيلد 4,840 نسمة بحسب تعداد عام 2010، وبلغ عدد الأسر 1,909 أسرة وعدد العائلات 1,227 عائلة مقيمة في المدينة. في حين سجلت الكثافة السكانية 513.3 نسمة لكل كيلومتر مربع (1,329.4/ميل2). وبلغ عدد الوحدات السكنية 2,328 وحدة بمتوسط كثافة قدره 246.9 لكل كيلومتر مربع (639.5/ميل2).
وتوزع التركيب العرقي للمدينة بنسبة 45.85% من البيض و50.56% من الأمريكيين الأفارقة و0.56% من الأمريكيين الأصليين و0.35% من الأمريكيين ذوي الأصول الآسيوية و0.04% من سكان جزر المحيط الهادئ و1.05% من الأعراق الأخرى و1.59% من عرقين مختلطين أو أكثر و2.58% من الهسبانيون أو اللاتينيون من أي عرق.
بلغ عدد الأسر 1,909 أسرة كانت نسبة 35.8% منها لديها أطفال تحت سن الثامنة عشر تعيش معهم، وبلغت نسبة الأزواج القاطنين مع بعضهم البعض 31.3% من أصل المجموع الكلي للأسر، ونسبة 27.8% من الأسر كان لديها معيلات من الإناث دون وجود شريك،  بينما كانت نسبة 5.2% من الأسر لديها معيلون من الذكور دون وجود شريكة وكانت نسبة 35.7% من غير العائلات. تألفت نسبة 32.1% من أصل جميع الأسر من عدة أفراد يعيشون في نفس المنزل ونسبة 13.7% كانت تتألف من شخص يعيش بمفرده يبلغ من العمر 65 عاماً أو أكثر. وبلغ متوسط حجم الأسرة المعيشية 2.47، أما متوسط حجم العائلات فبلغ 3.12.
بلغ العمر الوسطي للسكان 35.0 عاماً. وكانت نسبة 28.1% من القاطنين تحت سن الثامنة عشر، وكانت نسبة 9.3% بين الثامنة عشر والرابعة والعشرين عاماً، ونسبة 24.1% كانت واقعةً في الفئة العمرية ما بين الخامسة والعشرين والرابعة والأربعين عاماً، ونسبة 24.2% كانت ما بين الخامسة والأربعين والرابعة والستين، ونسبة 14.2% كانت ضمن فئة الخامسة والستين عاماً فما فوق. وتوزع التركيب الجنسي للسكان بنسبة 44.1% ذكور و55.9% إناث.

## أعلام
- أنتوني توماس
- جاك والاس
- جيرالد لونغ
- جيمس دبليو. بولتون
- روي ساندرز
- أ. ليونارد ألين
- أشتون بي. كولير
- جيلز ويليام لونغ
- تيري ريفيس